# Académiques
Les Académiques (en latin Academica) sont un dialogue de Cicéron publié en 45 av. J.-C., qui nous est parvenu dans un état très fragmentaire : un livre sur les deux de la première édition, des fragments du premier livre pour la seconde édition remaniée, qui comptait quatre livres.
On peut le considérer comme l’introduction naturelle aux ouvrages philosophiques de Cicéron qui suivent ; il s'y fait le porte-parole de la Nouvelle Académie, tradition philosophique sceptique issue de l'Académie de Platon et initiée par Arcésilas de Pitane.
La question principale abordée dans l'ouvrage est celle de l'accès à la connaissance, étape première dans la pensée grecque pour la conduite de l’être humain : peut-on vivre en s’appuyant sur des certitudes, ou s’il est impossible d’en établir,de déterminer son action selon les possibles. Cicéron présente les diverses positions soutenues par les successeurs de Platon, dont celles d’Arcésilas de Pitane, de Carnéade, de Philon de Larissa et d’Antiochos d'Ascalon. Toutefois, Cicéron refuse de s'aligner sur la doctrine d'une école particulière : puisque la vérité absolue est hors de portée, que chaque thèse a sa part de probabilité, plus ou moins grande, sa méthode est de les mettre en présence, de les opposer ou de les faire s'appuyer mutuellement.
Dans le De divinatione, il les résume comme une présentation de la philosophie qui lui parait la moins arrogante. Dans son Traité des devoirs, il déclare à son fils qu'il suit ce qui semble probable, qu’il rejette ce qui semble improbable, et qu’il évite les certitudes affirmées avec arrogance par certains philosophes.

## Date
Le décès de la fille de Cicéron, Tullia, et la période de dépression qu'il connait interrompent la rédaction de ses ouvrages philosophiques entamés avec l'Hortensius. Sa correspondance avec son ami Atticus permet de suivre l'élaboration des Académiques. Il séjourne dans ses villae d'Astura puis dans celle d'Atticus et enfin à Tusculum, et reprend son travail. Une lettre de mi-mars 45 av. J.-C. donne les indices d'une rédaction en projet ou en cours, et une lettre en date du 13 mai informe Atticus qu'il a terminé deux syntagmata, terme grec qui peut signifier ouvrages. Les traducteurs modernes pensent qu'il s'agit des deux livres des Académiques, dialogue philosophique écrit en deux mois entre Lucullus, Catulus et Hortensius (Academia Priora),.
Par un courrier datant du 29 mai, Cicéron informe de l'insertion d'un nouveau prologue à chaque livre, qui fait l'éloge de Catulus, puis de Lucullus.
Atticus l'informe que leur ami commun Varron compte dédier à Cicéron son traité sur la langue latine. Atticus suggère que Cicéron dédie à son tour un ouvrage à Varron. Cicéron travaille alors sur le De finibus bonorum et malorum, qu'il va dédier à Brutus. Il opte donc pour la republication des Académiques en remplaçant les interlocuteurs par Varron, Atticus et lui-même, mieux choisis pour présenter les doctrines philosophiques. La nouvelle version de l'ouvrage fait alors quatre livres, les Academica Posteriora.

## Manuscrits sources
Le texte latin dont nous disposons à l'époque moderne a été établi à partir de 69 manuscrits, tous lacunaires. Le texte cité en traduction dans la bibliographie a été reconstitué par le philologue allemand Otto Plasberg (de) à partir d'une soixantaine de ces manuscrits, avec quelques retouches de détails faites par le traducteur Kany-Turpin.

## Contenu

### Academica Priora
Sur les deux livres qui composent les Premières Académiques, nous ne possédons que le second, dit Lucullus, qui traite de la connaissance, c'est-à- dire de la possibilité de parvenir à la vérité.
Pierre Pellegrin présume que le premier livre, dans lequel Catulus a la parole, devait commencer par un prologue élogieux présentant Catulus père et fils. Ensuite Catulus devait présenter les positions d’Arcésilas et de Carnéade, tout en critiquant les innovations que Philon de Larissa avait introduites. Puis Hortensius présentait la thèse d'Antiochos d'Ascalon. Cicéron concluait en défendant la Nouvelle Académie.
Dans le second livre, Lucullus soutient la théorie d'Antiochos d'Ascalon, qu'il avait côtoyé en Asie et qui considère qu'il est possible de connaître la Vérité. Cicéron s'en tient à la position de Philon de Larissa : il existe une vérité, mais nous ne sommes jamais sûrs de la connaître avec certitude, nous ne pouvons qu'avoir une vue probable, et agir en conséquence.

### Academica Posteriora
Les protagonistes de la première version, Lucullus, Catulus et Hortensius, quoique cultivés, ne constituaient pas des personnages crédibles pour soutenir un débat philosophique de ce niveau, ce que Cicéron reconnaît lui-même dans sa correspondance.
Cicéron reprend sa première édition des Académiques et remplace les précédents protagonistes par Varron, formé aux écoles philosophiques dont il défend les théories, Atticus et lui-même. Des quatre livres des Secondes Académies, il ne reste qu'une partie du premier.
Le livre I commence par un échange de vues entre Varron et Cicéron, sur l’intérêt de se contenter des traités philosophiques en grec, avis de Varron, ou d’en transcrire la pensée en latin, volonté de Cicéron . Varron fait ensuite l’historique de l’Académie, depuis Platon jusqu’aux innovations de Zénon de Kition, qui fonde la tendance stoïcienne. Il expose de façon synthétique la partition de la philosophie en trois domaines : l’éthique, ou façon de bien vivre, la compréhension de la nature et des choses cachées avec la théorie des quatre éléments, la logique, argumentation pour la détermination du vrai et du faux, du cohérent et du contradictoire.
Dans le dernier fragment du livre I, Cicéron présente Arcésilas, fondateur de la Nouvelle Académie qui revient au scepticisme de Socrate. Dans la suite qui manque, Cicéron devait comme dans la première version, exposer le scepticisme relatif de Philon. La suite est conjecturale : pour Pellegrin, Cicéron expose probablement la doctrine de Carnéade dans le livre II, Varron lui répond dans le livre III en exposant les critiques de Carnéade formulées par d'Antiochos d'Ascalon, dont il fut l'élève. Cicéron devait conclure dans le livre IV par la défense du scepticisme de la Nouvelle Académie.

### Traductions
- (la + fr) Cicéron (trad. A. Lorquet), Secondes Académiques, à Terentius Varron, Paris, 1848 (lire en ligne).
- (la + fr) Cicéron (trad. A. Lorquet), Premières Académiques, intitulées Lucullus, Paris, 1848 (lire en ligne).
- (la + fr) Cicéron (trad. Charles Appuhn), De la divination - du Destin - Académiques/Lucullus, Paris, Garnier, 1936 (lire en ligne).

Edmond Liénard, « Notes critiques sur cette traduction », L'antiquité classique, t. 8, no 1,‎ 1939, p. 264-265 (lire en ligne).
- Cicéron. Academica posteriora. Liber primus. (Secondes Académiques. Livre I), (trad. Michel Ruch), PUF, 1970, 100 pages.

Martin Van den Bruwaene, « Notes critiques de  sur cette traduction », L'antiquité classique, t. 41, no 1,‎ 1972, p. 307-308 (lire en ligne).
- (la + fr) Cicéron (trad. José Kany-Turpin, préf. Pierre Pellegrin), Les Académiques, Flammarion, 2010 (ISBN 978-2-0812-2402-5)

### Ouvrages généraux
- Pierre Grimal, Cicéron, Fayard, 1986 (ISBN 978-2213017860, lire en ligne)
- Carlos Lévy, Cicero Academicus : Recherches sur les Académiques et sur la philosophie cicéronienne, Rome, École française de Rome, coll. « Collection de l'École française de Rome » (no 162), 1992, 697 p. (ISBN 2-7283-0254-5, lire en ligne)
- Philippe Muller, Cicéron : un philosophe pour notre temps, Lausanne, L'Âge d'homme, 1990 (ISBN 2825100331, présentation en ligne)
- Hubert Zehnacker et Jean-Claude Fredouille, Littérature latine, Presses universitaires de France, coll. « Quadrige », 2005 (ISBN 2-13-055211-0)